# بیدار شو سید
بیدار شو سید (انگلیسی: Wake Up Sid) فیلمی هندی در سبک کمدی رمانتیک است که در سال ۲۰۰۹ منتشر شد. از بازیگران آن می‌توان به رانبیر کاپور، کونکونا سن شارما و انوپم کهیر اشاره کرد.